# Spirembolus pachygnathus
Spirembolus pachygnathus är en spindelart som beskrevs av Chamberlin och Ivie 1935. Spirembolus pachygnathus ingår i släktet Spirembolus och familjen täckvävarspindlar. Inga underarter finns listade i Catalogue of Life.